# Newinia kigeliae
Newinia kigeliae är en svampart som beskrevs av Eboh 1983. Newinia kigeliae ingår i släktet Newinia och familjen Phakopsoraceae.   Inga underarter finns listade i Catalogue of Life.